# Bootlegger (film, 2021)
Pour l’article homonyme, voir Bootlegger.
Pour plus de détails, voir Fiche technique et Distribution.
Bootlegger est un film canadien réalisé par Caroline Monnet et sorti en 2021. 
Il a été retenu dans la sélection Premier regard États-Unis 2021. Il fait l'ouverture du 50e Festival du nouveau cinéma de Montréal et il est présenté au Cinéfest Sudbury International Film Festival (en) en 2021.

## Synopsis
Mani (Kawennáhere Devery Jacobs), une étudiante autochtone à la maîtrise, retourne dans sa communauté au Nord-du-Québec. Elle s'investit dans un débat concernant un référendum interdisant la vente d'alcool, la mettant en désaccord avec Laura (Pascale Bussières), une contrebandière qui bénéficie de la vente d'alcool dans la communauté.

## Fiche technique
- Titre original : Bootlegger
- Réalisation : Caroline Monnet
- Scénario : Caroline Monnet et Daniel Watchorn
- Musique : Tanya Tagaq Gillis et Jean Martin
- Photographie : Nicolas Canniccioni
- Montage : Aube Foglia
- Production : Catherine Chagnon
- Société de production : Microclimat Films
- Société de distribution : MK2 Mile End
- Pays de production :  Canada
- Langues originales : français, ojibwé
- Genre : drame
- Durée : 81 minutes
- Dates de sortie : 
  - Québec : 6 octobre 2021 (festival du nouveau cinéma de Montréal[4])
  - Québec : 15 octobre 2021[5]

## Distribution
- Kawennáhere Devery Jacobs : Mani
- Pascale Bussières : Laura
- Samian : Oscar
- Jacques Newashish : Raymond
- Dominique Pétin : Jeanne
- Joséphine Bacon : Nora
- Brigitte Poupart : Nadine
- Joshua Odjick : Joseph
- Jacob Whiteduck-Lavoie : Paul

## Production
Bootlegger est le premier long métrage de l'artiste multidisciplinaire Caroline Monnet. Le scénario, co-écrit avec Daniel Watchorn, commence à être rédigé aux alentours de 2015-2016. Le tournage du film a eu lieu à l'automne 2019, peu avant la crise sanitaire. Les images ont principalement été filmées dans la région de Maniwaki, surtout dans la réserve algonguine de Kitigan Zibi. La réalisatrice justifie ce choix de lieu tournage ainsi en entrevue : « Il m’était important de tourner où sont mes racines, ma famille. Tourner ailleurs n’avait pas de sens. Et il m’importait que ce territoire devienne un personnage. Dans la culture autochtone, tout est lié à d’où on vient : l’identité, la langue, la culture. Donc, dans le récit, je voulais que la quête de Mani soit liée à ce territoire qui pleure, se lamente et s’enrage ». Le casting est composé d'acteurs professionnels et non professionnels. Dans une entrevue pour Le Devoir, Caroline Monnet explique cette décision : « Je voulais des personnes qui collent aux personnages. En même temps, je trouvais ça très beau, de faire se rencontrer une actrice du métier de Pascale Bussières [Laura] et un monsieur qui a grandi dans la réserve et dont c’était le premier rôle [C.S. Gilbert Crazy Horse, qui incarne le grand-père de Mani] ». 

## Critique
Radio Canada décrit le film comme étant « un film sur l'autodétermination des communautés autochtones ». Le journaliste André Duchesne écrit dans La Presse que le film parle de réalités propres aux communautés autochtones et donne la parole aux femmes, lesquelles « travaillent, chacune à leur façon, à faire échec à de vieilles lois paternalistes ». Dans Le Devoir, la journaliste Caroline Chatelard décrit le film comme engagé, hypnotisant et mystique. Elle souligne également la performance de Pascale Bussières, « bluffante d’authenticité dans ce rôle de femme aussi usée par la vie que résiliente ». 